# Aldo Maria Patroni
Aldo Maria Patroni SJ (* 22. September 1904 in Sernio, Provinz Sondrio; † 22. September 1988) war ein italienischer Ordensgeistlicher und römisch-katholischer Bischof von Calicut.

## Leben
Aldo Maria Patroni trat der Ordensgemeinschaft der Jesuiten bei und empfing am 21. November 1934 das Sakrament der Priesterweihe.
Am 8. April 1948 ernannte ihn Papst Pius XII. zum Bischof von Calicut. Der Apostolische Delegat in Britisch-Indien, Erzbischof Leo Peter Kierkels CP, spendete ihm am 27. Juni desselben Jahres die Bischofsweihe; Mitkonsekratoren waren der Bischof von Mangalore, Vittore Rosario Fernandes, und der Erzbischof von Bangalore, Thomas Pothacamury.
Am 7. Juni 1980 nahm Papst Johannes Paul II. das von Aldo Maria Patroni aus Altersgründen vorgebrachte Rücktrittsgesuch an.